# Acronicta rosca
Acronicta rosca är en fjärilsart som beskrevs av Turati 1911. Acronicta rosca ingår i släktet Acronicta och familjen nattflyn. Inga underarter finns listade i Catalogue of Life.